# Бетховенский фестиваль
Бетховенский фестиваль в Бонне (нем. Beethovenfest Bonn) — фестиваль академической музыки, проходящий в городе Бонн ежегодно с 1999 года и посвящённый Людвигу ван Бетховену. Фестиваль проводится в течение четырёх недель в период с конца августа по начало октября. Организаторами и спонсорами фестиваля выступают городская администрация и радиостанция «Немецкая волна» в сотрудничестве с городским Бетховенским оркестром, Боннской оперой и Домом-музеем Бетховена.
Нерегулярные музыкальные фестивали, посвящённые Бетховену, проходили в Бонне начиная с 1845 г., когда отмечалось 75-летие композитора. В частности, в 1890 г. состоялся фестиваль камерной музыки, одним из организаторов которого был Йозеф Иоахим. В 1931 г. по инициативе Элли Ней был учреждён ежегодный фестиваль Народные бетховенские дни (нем. Volkstümliche Beethoventage), проводившийся до 1944 г. С 1947 г. фестивали проводились раз в два года, с 1974 г. раз в три года, пока в 1993 г. город не отказался от этого проекта. Ответственность за продолжение фестивалей взяла на себя общественная организация «Горожане за Бетховена» (нем. Bürger für Beethoven), а затем новая городская администрация, в которую вошли социал-демократы и зелёные, вернулась к этой инициативе, и в 1999 г. фестиваль обрёл свой нынешний вид.

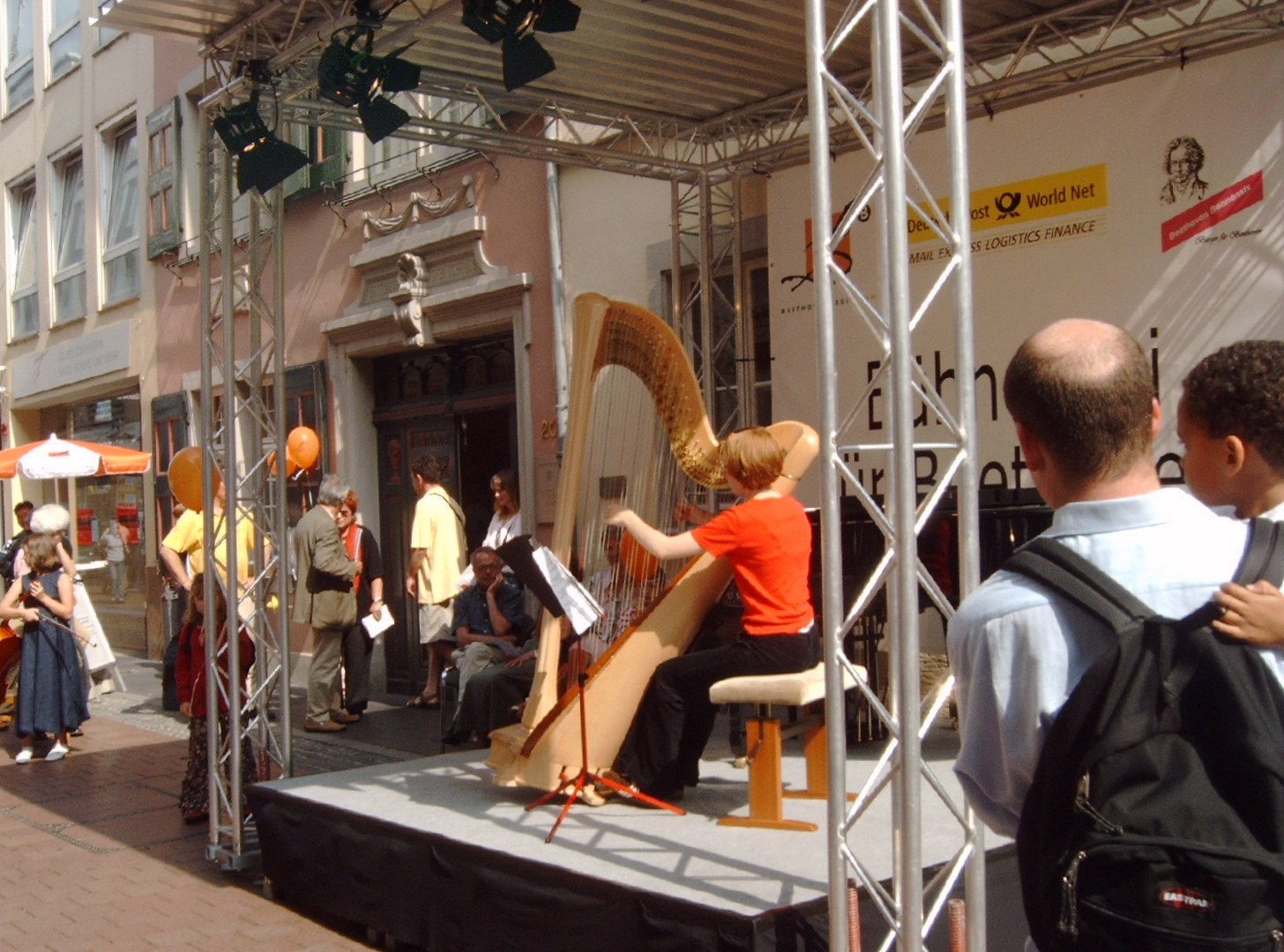
Арфистка перед Домом-музеем Бетховена: день открытия Бетховенского фестиваля, 10 сентября 2005 года

Основная программа фестиваля включает ежегодно около 70 событий. Каждый год объявляется основная тема фестиваля — обычно самого общего порядка («Свобода», «Радость» и т. п.), но в 2006 г. такой темой была Россия — в ознаменование особых культурных связей между Россией и великим композитором. Организаторы фестиваля подчёркивают, что он не носит музейного характера, а устремлён в будущее: в частности, в 2004—2008 гг. в рамках фестиваля состоялись 34 мировые премьеры.
Среди виднейших музыкантов, выступавших в рамках фестиваля, — Альфред Брендель, Курт Мазур, Лорин Маазель, Зубин Мета, Гидон Кремер, Марек Яновский, Инго Метцмахер, Андраш Шифф, Рикардо Шайи, Рафаэль Олег, Гаррик Олссон, Луи Лорти, Седрик Тибергьян, Джонатан Нотт, Рено Капюсон, Леонидас Кавакос, Сергей Стадлер, Элен Гримо, Юлиана Банзе, Соль Габетта, Илья Грингольц, Даньюло Исидзака, Ким Сон Ук, Квартет Ардитти, Квартет Хаген и многие другие.
С 2001 г. в программу фестиваля входит «лагерь молодёжных оркестров». По итогам фестиваля с 2004 г. вручается награда наиболее яркому молодому исполнителю — Бетховенское кольцо. Первым её обладателем стал Густаво Дюдамель.